# Élisabeth de Poméranie
Élisabeth de Poméranie (en polonais : Elżbieta pomorska ; en allemand : Elisabeth von Pommern ; en tchèque : Alžběta Pomořanská), née vers 1347 et morte le 15 avril 1393 à Hradec Králové, est une princesse de la maison des Griffon, fille du duc Bogusław V de Poméranie. Elle est impératrice du Saint-Empire, ainsi que reine consort de Germanie et de Bohême par son mariage avec l'empereur Charles IV.

## Biographie
Élisabeth est la seule fille de Bogusław V (mort en 1374), duc de Poméranie, et de son épouse Élisabeth (morte en 1361), elle-même fille du roi Casimir III de Pologne et d'Aldona de Lituanie. 
En 1348, son père obtient la reconnaissance de son immédiateté impériale par le nouveau roi des Romains, Charles de Luxembourg, malgré les protestations des margraves de Brandebourg réclamant la souveraineté féodale. Pour apaiser les tensions, Élisabeth est fiancée au margrave Othon V le 26 juillet 1358 ; néanmoins, de nouvelles hostilités éclatent et le mariage n'a pas lieu. Après la mort de leur mère, Élisabeth et son frère Casimir IV sont élevés à la cour de leur grand-père à Cracovie. Peu tard, Charles de Luxembourg, sacré empereur en 1355, engage des négociations avec Casimir III sur l'union conjugale avec sa petite-fille. 
Le mariage de Charles et Élisabeth se tient le 21 mai 1363 à Cracovie, seulement un an après la mort d'Anne de Schweidnitz, précédente conjointe de Charles. La jeune femme n’a alors que 16 ans, tandis que Charles en a 47. Charles épouse Élisabeth principalement pour des raisons diplomatiques, ce mariage permettant de mettre un terme à la coalition hostile menée par son gendre Rodolphe IV de Habsbourg, duc d’Autriche, à laquelle les rois polonais et hongrois participaient. Le 18 juin 1363, à Prague, capitale de la Bohême, Élisabeth est couronnée reine de Bohême, et cinq ans plus tard, le 1er novembre 1368, elle est couronnée impératrice du Saint-Empire à Rome par le pape Urbain V.
Élisabeth a la réputation d’être une femme très vigoureuse, confiante en elle-même et forte physiquement. Elle donne six enfants à Charles :
- Anne (1366 – 1394) qui épouse Richard II, roi d'Angleterre ;
- Sigismond (1368 – 1437), empereur du Saint-Empire romain, roi de Bohême et de Hongrie ;
- Jean (1370 – 1396), duc de Görlitz ;
- Charles (13 mars 1372 – 24 juillet 1373) ;
- Marguerite (1373 – 1410), qui épouse le burgrave Jean III de Nuremberg ;
- Henri (1377 – 1378).

Avec son mari, elle est présente lorsque son beau-fils Venceslas IV est couronné roi des Romains le 6 juillet 1376 à Aix-la Chapelle. Après la mort de Charles le 29 novembre 1378 à Prague, Venceslas accède au trône de Bohême. Élisabeth s’occupe de ses deux propres fils, et notamment l’aîné Sigismond, qu’elle soutient dans ses efforts pour devenir roi de Hongrie.
Élisabeth meurt le 14 février 1393 à Hradec Králové (Königgrätz), et est enterrée auprès de son mari à la cathédrale Saint-Guy de Prague.